# Władimir Dimitrow
Władimir Dimitrow, bułg. Владимир Димитров (ur. 11 kwietnia 1968) – bułgarski szachista, arcymistrz od 1993 roku.

## Kariera szachowa
W latach 1989 i 1992 wystąpił w narodowym zespole na drużynowych mistrzostwach Europy, natomiast w 1994 i 1996 – na szachowych olimpiadach. Wielokrotnie startował w finałach indywidualnych mistrzostw Bułgarii, w 2006 zdobywając w Swilengradzie brązowy medal.
Do międzynarodowych sukcesów Władimira Dimitrowa należą m.in.:
- dz. II m. w Starzej Zagorze (1990, turniej strefowy, grupa A, za Ľubomírem Ftáčnikiem, wspólnie z Kiriłem Georgiewem),
- dz. I m. w Mondariz (1994, wspólnie z Giorgi Giorgadze),
- dz. II m. w Elenite (1994, turniej B, za Atanasem Kolewem, wspólnie z Aleksandrem Bierełowiczem),
- dz. II m. w Terrassie (1996, wspólnie z Karenem Mowsesjanem, Amadorem Rodríguezem Céspedesem, Jesusem Nogueirasem, Davidem Garcíą Ilundáinem i Óscarem de la Riva Aguado),
- dz. I m. w otwartych mistrzostwach Paryża (2000, wspólnie z m.in. Igorem Glekiem, Stanisławem Sawczenką, Joëlem Lautierem, Zigurdsem Lanką, Andriejem Szczekaczem i Mladenem Palacem),
- dz. I m. w Marín (2001, wspólnie z Jordanem Iwanowem),
- I m. w Vukovarze (2001),
- dz. II m. w Cambados (2001, za Azerem Mirzojewem, wspólnie z m.in. Rodneyem Perezem),
- dz. I m. w Borowcu (2002, wspólnie z Ewgenim Ermenkowem i Aleksandyrem Dełczewem),
- dz. II m. w Marín (2005, za Holdenem Hernándezem, wspólnie z Mariusem Manolache i Władimirem Petkowem),
- dz. I m. w Sofii (2006, wspólnie z m.in. Grigorem Grigorowem),
- dz. I m. w Cambados (2006, wspólnie z Mariusem Manolache i Walentinem Jotowem),
- dz. II m. w Ourense (2007, za Vitalijsem Samolinsem, wspólnie z Roi Reinaldo Castineirą i Mariusem Manolache),
- dz. I m. w Ortigueirze (2007, wspólnie z Ilmārsem Starostītsem).

Najwyższy ranking w karierze osiągnął 1 lipca 1996, z wynikiem 2530 punktów i zajmował wówczas 4. miejsce wśród bułgarskich szachistów.